# All things
«all things» es el decimoséptimo episodio de la séptima temporada de la serie de televisión estadounidense de ciencia ficción The X-Files. Escrito y dirigido por la actriz principal Gillian Anderson, se emitió por primera vez el 9 de abril de 2000 en la cadena Fox. El episodio no está relacionado con la mitología más amplia de The X-Files y funciona como una historia del «monstruo de la semana». Visto por 12,18 millones de personas, la transmisión inicial obtuvo una calificación Nielsen de 7,1. El episodio recibió críticas mixtas de los críticos; muchos calificaron el diálogo de pretencioso y criticaron la caracterización de Scully. Sin embargo, la respuesta de los espectadores fue en general positiva.
La serie se centra en los agentes especiales Fox Mulder (David Duchovny) y Dana Scully (Anderson) de la Oficina Federal de Investigaciones (FBI) que trabajan en casos vinculados a lo paranormal, llamados «expedientes X». Mulder es un creyente en lo paranormal. A la escéptica Scully se le asignó inicialmente la tarea de desacreditar su trabajo, pero los dos desarrollaron una profunda amistad. En este episodio, una serie de coincidencias llevan a Scully a encontrarse al Dr. Daniel Waterston (Nicolas Surovy), un hombre casado con quien tuvo una aventura mientras estudiaba medicina. Después de que Waterston entra en coma, Scully deja de lado su escepticismo y busca medicina alternativa para salvar a Waterston.
El guion de «all things», el único episodio de la serie escrito por Anderson, originalmente tenía quince páginas sin un cuarto acto. Fue solo después de que Anderson trabajó con el creador de la serie Chris Carter y el productor ejecutivo Frank Spotnitz que se terminó el guion. El elenco y el equipo ayudaron a Anderson a adaptarse a su debut como directora: la primera vez que una mujer dirigía un episodio de The X-Files. El episodio hace un uso intensivo de «The Sky Is Broken», una canción del álbum Play de Moby de 1999, así como un gong. El episodio ha sido analizado por sus temas de pragmatismo y filosofía feminista.

## Argumento

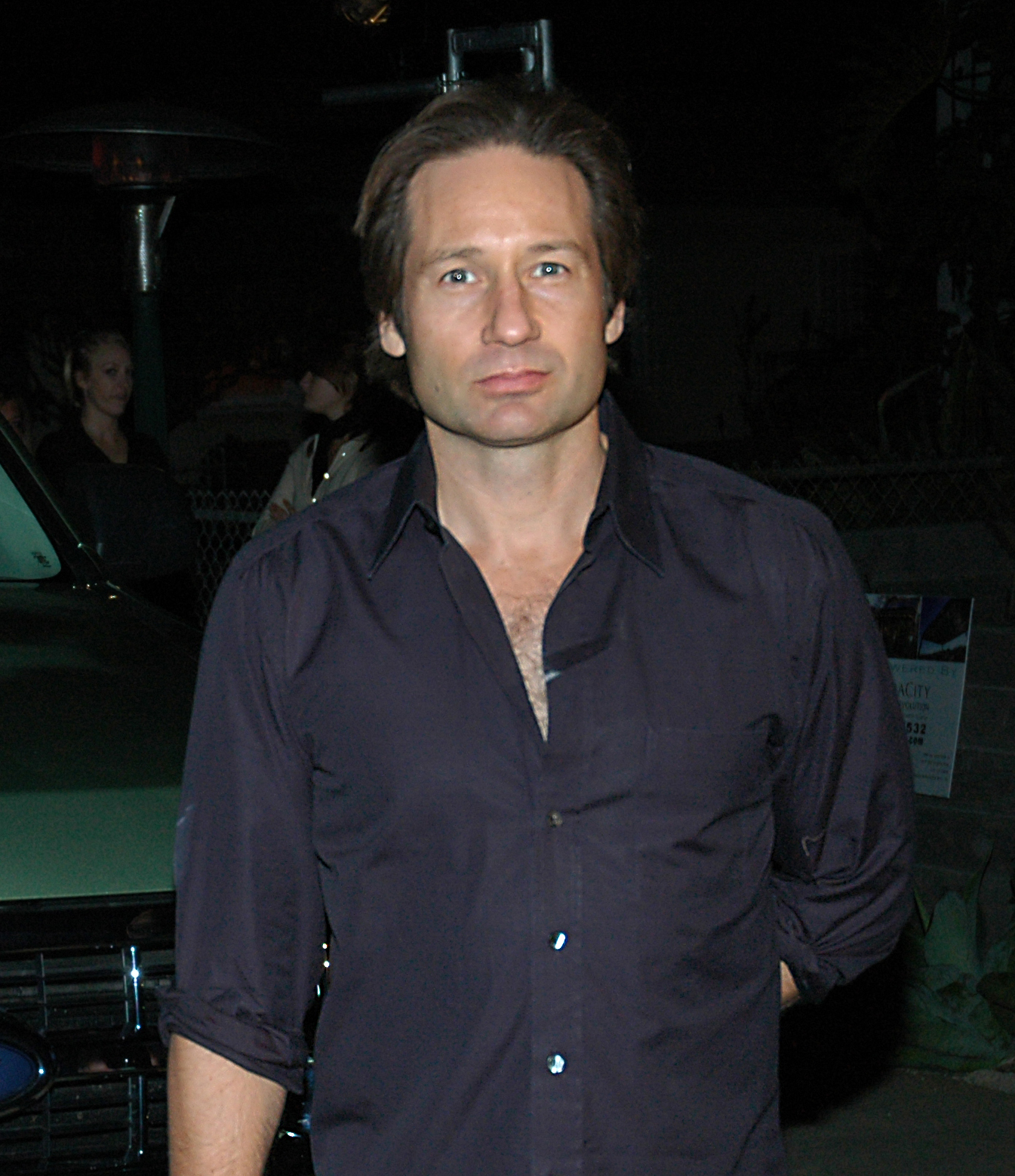
David Duchovny en la fiesta de inauguración de Ford y project7ten Sustainable/Green Home (2007)

La agente especial del FBI Dana Scully (Gillian Anderson) se está vistiendo frente a un espejo. Cuando se va, su colega Fox Mulder (David Duchovny) yace en su cama, la mitad de su cuerpo cubierto por sábanas. La narración retrocede unos días antes: Scully llega a un hospital y, después de una serie de coincidencias, conoce a su antiguo profesor, Daniel Waterston (Nicolas Surovy), con quien tuvo una aventura mientras asistía a la facultad de medicina. Está enfermo y sufre de una afección cardíaca no diagnosticada. Ella se pregunta si tomó la decisión correcta al dejarlo y abandonar su carrera médica para seguir una carrera en el FBI. Conoce a la hija de Waterston, Maggie (Stacy Haiduk), quien está extremadamente resentida con Scully por el efecto que tuvo en la familia de Waterston.
Mulder, en su camino a Inglaterra investigando círculos de cultivos en forma de chakra del corazón, llama a Scully y le pide que se reúna con un contacto suyo, Colleen Azar (Colleen Flynn), para obtener información. Mientras Scully habla con Mulder por teléfono celular mientras conduce su automóvil, aparece una mujer en un cruce de peatones. Scully frena con fuerza para evitar golpear a la mujer. Mientras lo hace, evita por poco chocar con un camión. Se da cuenta de que, si la mujer no se hubiera interpuesto en su camino, el camión la habría matado. Cuando más tarde llega a la casa de Azar, observa que Scully está pasando por una crisis personal y trata de ofrecerle orientación, pero Scully la rechaza.
Más tarde, Scully regresa para disculparse con Azar y accede a escuchar sus ideas. Azar comparte su conocimiento del budismo, el concepto del inconsciente colectivo y la idea de las auras personales. Azar cree que estos conceptos podrían explicar estos extraños sucesos. Mientras visita a Waterston, casi muere, pero Scully lo salva usando un desfibrilador; sin embargo, esto también lo pone en coma. Después de una confrontación con Maggie en el hospital por lo que le pasó a su padre, Scully camina por Chinatown. Al ver a la mujer que apareció antes en el cruce de peatones, la sigue hasta un pequeño templo budista antes de que la misteriosa mujer aparentemente desaparezca. Dentro del templo, Scully tiene una visión de lo que está enfermo Waterston. Ella regresa al hospital con Azar para visitar a Waterston.
Azar y un sanador brindan un tratamiento alternativo para Waterston, quien se recupera por completo. Él anuncia que todavía quiere una relación con Scully, pero ella se da cuenta de que ya no es la misma persona que era hace muchos años y lo rechaza. Mientras se sienta en un banco fuera del hospital, Scully cree que vuelve a ver a la mujer misteriosa, pero resulta ser Mulder. Más tarde, los dos agentes se sientan en el apartamento de Mulder hablando de los acontecimientos de los últimos días. Mulder comienza a hablar de manera más existencial sobre lo que sucedió, lo que implica que el destino los ha unido pero, cuando se gira para mirar a Scully, ve que se ha quedado dormida.

## Producción

### Concepción y escritura

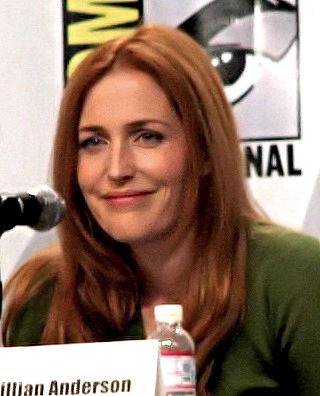
«all things» marcó la primera y única vez que Gillian Anderson dirigió y escribió un episodio de The X-Files.

En algún momento durante la sexta temporada de The X-Files , Anderson se acercó al creador de la serie Chris Carter y le solicitó escribir un episodio que explorara su propio interés en «el budismo y el poder de la curación espiritual»; en última instancia, quería escribir un guion en el que Scully persiguiera un «expediente X profundamente personal, uno en el que [ella] es llevada por un camino espiritual cuando la lógica le falla». Escribió el esquema básico de lo que se convirtió en «all things» en una sola sesión, que Carter aprobó debido a la naturaleza «personal y tranquila» de la historia. El primer borrador de Anderson de «all things» tenía 15 páginas y no incluía un cuarto acto final. Carter y el productor ejecutivo Frank Spotnitz comenzaron a trabajar con Anderson para terminar el episodio, aunque Carter y Spotnitz reconocieron más tarde que la mayor parte del guion «era todo Gillian».
A pesar de su satisfacción con la versión final, Anderson lamenta un puñado de cambios «necesarios» en el guion, en particular, la adición de que la relación entre Scully y Waterston era íntima. En el guion original, los dos estuvieron «cerca de tener una aventura», pero Scully terminó la relación cuando descubrió que Waterston estaba casado. En el comentario del episodio, Anderson explicó la historia de fondo original de Scully y Waterston: después de que Scully y Waterston estuvieron a punto de tener una aventura, Scully se fue a estudiar a Quantico para convertirse en agente del FBI. Después de que ella se fue, Waterston se deprimió y su familia comenzó a sospechar del asunto. La confusión emocional fue demasiado para la esposa de Waterston, quien se suicidó, lo que hizo que la hija de Waterston, Maggie, se sintiera resentida con Scully, como se muestra en el episodio final. Anderson creía que la eliminación de esta historia de fondo dificultaba que la audiencia entendiera el disgusto de Maggie con Scully.
Cuando Anderson escribió el episodio por primera vez, no insinuó que Scully y Mulder hubieran tenido relaciones sexuales. Sin embargo, Spotnitz y el equipo de producción sintieron que era natural sugerir que la relación de Scully y Mulder se había convertido en una relación romántica. La idea de los círculos de las cosechas del chakra del corazón se incluyó porque Anderson quería «lo que fuera que Mulder estuviera involucrado que lo alejara de mí, lejos de Washington, para vincularlo de alguna manera con lo que estaba pasando: el viaje que estaba haciendo a través». Como tal, Anderson dedicó gran parte de su tiempo a investigar tanto los círculos de las cosechas como los chakras del corazón, pero luego le dio crédito adicional a Spotnitz, quien la ayudó en el proceso de investigación.

### Dirección y música
Casi al mismo tiempo que se acercó a Carter para escribir un episodio, las cadenas de televisión estaban solicitando a Anderson, que estaban interesadas en tener sus programas dirigidos por ella. Ella, sin embargo, nunca había dirigido antes y decidió que primero dirigiría un episodio de The X-Files antes de trabajar en otras series. En consecuencia, cuando Anderson presentó su idea de guion inicial, también expresó su deseo de dirigir el episodio. Carter aceptó su historia, pero no la nombró directora hasta que se completaron todas las revisiones y reescrituras. Anderson trabajó con el director de la serie Kim Manners durante la mayor parte del episodio, y le asignó ejercicios de dirección a Anderson, como hacer una lista de tomas para cada escena, para que se familiarizara con las exigencias de la dirección. El episodio también marcó la primera vez que una mujer llevó a cabo la dirección de un episodio de The X-Files.
La dirección de Anderson ayudó a dinamizar la producción, y el equipo trabajó más duro de lo habitual para asegurarse de que todo estuviera en orden para ella: el diseñador de producción Corey Kaplan hizo todo lo posible para encontrar un templo budista a petición de Anderson, y el director de reparto Rick Millikan ayudó a Anderson a elegir los actores apropiados. Millikan dijo más tarde que disfrutó especialmente trabajar con Anderson, porque «fue divertido para [él] verla pasar por el proceso de selección porque todo era nuevo para ella». En el set, el estilo de dirección de Anderson fue descrito como «adecuado» por Marc Shapiro en su libro all things: The Official Guide to The X-Files, Volume 6. Más tarde escribió que «Anderson ejerció una mano hábil en su debut como directora, empujando a los actores a su voluntad, tomando decisiones sobre la marcha y manejando las complejas secuencias de efectos especiales». Los fanáticos del programa escribieron más tarde para expresar su agradecimiento por las habilidades de dirección de Anderson. Anderson también participó en la edición de posproducción, durante la cual se vio obligada a reducir la escena final de la conversación entre Scully y Daniel Waterston en unos 10 minutos.
La escena de meditación requería clips de episodios anteriores para aparecer en flashback. Inicialmente, Paul Rabwin y el equipo de efectos especiales arreglaron las escenas necesarias y las colocaron en burbujas animadas. Sin embargo, el equipo no estaba contento con las burbujas y sintió que eran demasiado «picantes», por lo que adoptaron un efecto slit-scan más estándar. Para crear la secuencia en la que Scully visualiza la afección cardíaca de Waterston, Nicolas Surovy tuvo que acostarse desnudo en una plataforma rodeada por una pantalla azul. Una esfera en su pecho se emparejó a través de control de movimiento como un marcador para un corazón prostético latiendo que fue diseñado y filmado por separado. Luego se combinaron las dos tomas.

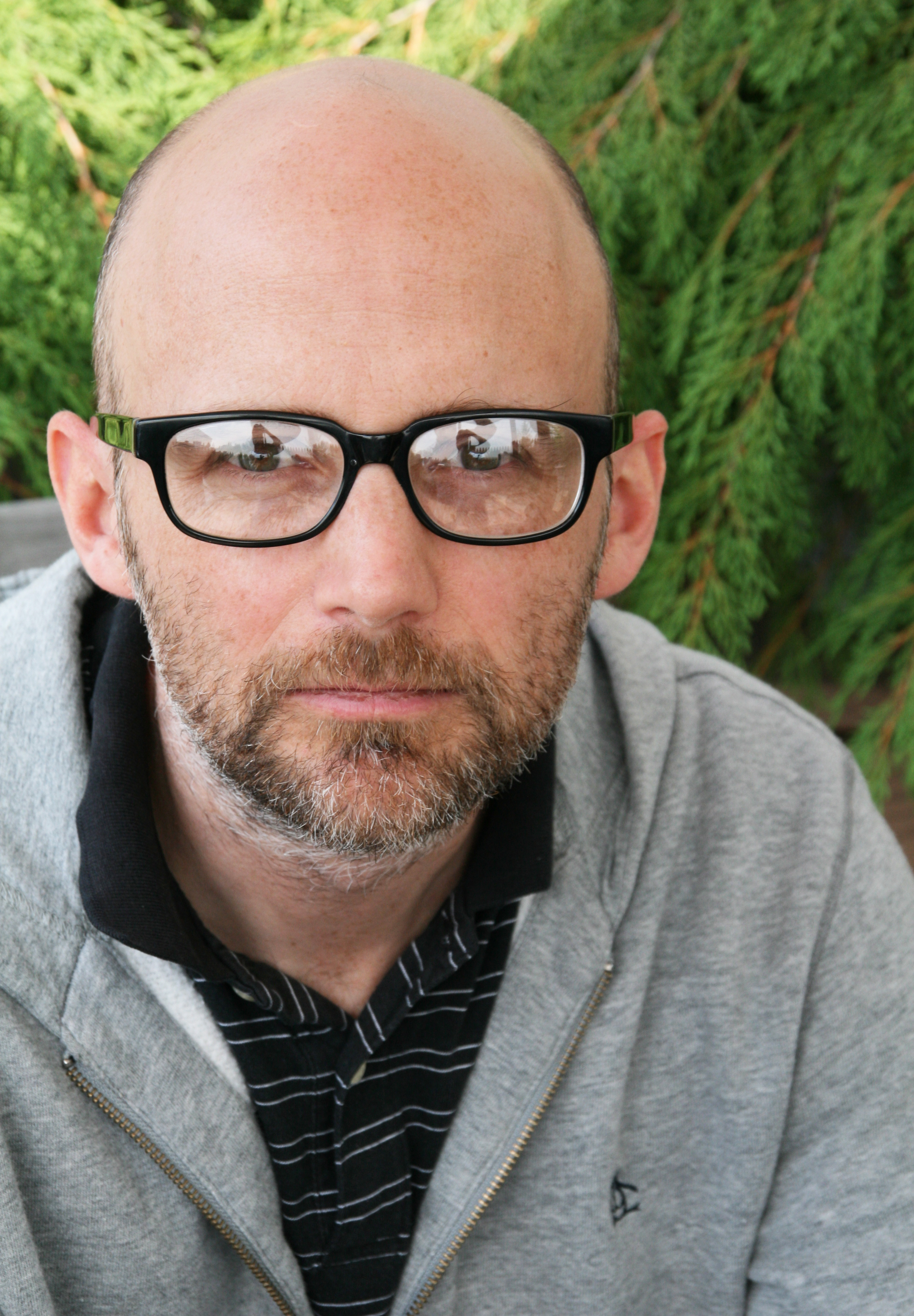
«all things» incluía la canción «The Sky Is Broken» del álbum Play de 1999 del músico electrónico Moby.

Anderson quería incluir «The Sky Is Broken», una canción del álbum Play de Moby de 1999 en el episodio, ya que sintió que la letra de la canción «encajaba con [la] idea que se estaba desarrollando para el guion». Anderson elaboró la primera toma después de los créditos iniciales, en la que Scully se preparaba mientras el agua goteaba de un fregadero, para crear una «continuación del sonido, sonido rítmico», porque era importante para el aspecto musical del programa. Anderson y el compositor de la serie Mark Snow trabajaron juntos en la posproducción; después de filmar, le envió a Snow varios CD de música y le pidió composiciones que fueran similares en estilo y sensación. Cierta melodía en la que los dos trabajaron más tarde se convirtió en «Scully's Theme», que no se transmitió hasta el episodio de la octava temporada «Within». «all things» también presentó el uso del gong, un instrumento que Anderson llamó «muy tibetano» y «apropiado para este episodio».

## Temas
En el capítulo «Scully as a Pragmatist Feminist» del libro The Philosophy of The X-Files, Erin McKenna argumenta que «all things» representa un «cambio importante» en el enfoque de Scully hacia la ciencia, la adquisición del conocimiento y la búsqueda de la verdad. Ella razona que los eventos del episodio abren la mente de Scully a nuevas formas de conocimiento, citando específicamente «auras, chakras, visiones... y la importancia de la coincidencia». McKenna señala que el cambio de perspectiva de Scully es un cambio hacia el pragmatismo estadounidense, una creencia de que la realidad cambia constantemente. Los pragmáticos creen que «la verdad está ahí afuera», el lema de la serie, de manera similar a Mulder. En «all things», Scully comienza a abrazar el pragmatismo, aunque todavía se aferra a sus raíces escépticas. Mezclando los dos, Scully evoluciona de una mera escéptica que exige pruebas para validar una verdad, a una empirista que quiere pruebas, pero está abierta a otras perspectivas.
Además, McKenna razona que «all things» está fuertemente influenciada por la filosofía y la epistemología feministas, escuelas de pensamiento que intentan criticar o revaluar las ideas de la filosofía y la epistemología tradicionales desde un marco feminista. Según McKenna, el feminismo rechaza las formas de pensamiento dualistas, especialmente el «dualismo masculino/femenino típico». La filosofía feminista, en cambio, exige una forma de pensar pluralista, señalando que hay muchos conjuntos consistentes de verdades sobre el mundo. En el episodio, Scully comienza «segura de su visión y enfoque científico más racional». Sin embargo, a medida que avanza el episodio, ella decide diversificarse. En algún momento, trae a un sanador espiritual para «corroborar o anular las nuevas creencias que está encontrando». A pesar de incursionar en el misticismo, un campo generalmente estereotipado como femenino por el patriarcado, Scully se involucra en una «investigación prolongada», examinando todos los lados del problema, para devolverle la salud a Waterston.
Cuando Mulder y Scully hablan al final del episodio, Mulder cuestiona el hecho de que se fue «de la ciudad durante dos días y [Scully] habló con Dios en un templo budista y Dios le respondió». Scully responde que «no dije que Dios me respondiera». McKenna propone que este es un ejemplo del enfoque científico racional de Scully que encaja con su nuevo pragmatismo feminista. Los dos modos de comprensión no deben «ser vistos... como sistemas en competencia, sino como complementarios, como lo son los mismos Scully y Mulder». McKenna concluye que esto está representado en la escena inicial, en la que se da a entender que Mulder y Scully han tenido relaciones sexuales. Esto se entiende como una metáfora, que muestra la fusión total de Scully y Mulder.
En su monografía académica sobre la serie, Theresa L. Geller considera «all things» en profundidad mientras analiza la política sexual del programa. Geller sostiene que Anderson usa su debut como directora para hacer una intervención feminista en el personaje de Scully, y señala que el título del episodio es «posiblemente un comentario sobre el episodio anterior de Scully, “All Souls” que presenta a Scully una vez más como una madre abnegada». mientras que «all things» «permitió a Anderson crear una historia que cambió el arco de Scully de la religiosidad inmaterial del catolicismo a una espiritualidad más material y encarnada, de las almas a las cosas». Geller analiza el episodio en el contexto del compromiso de larga data de Anderson con las fanáticas, argumentando que «ofrece una narrativa que reconoce la identificación de los shippers con Scully no como un objeto de seducción, sino como una figura directamente impactada por las mujeres y cambiada por lo que ella aprende cuando los escucha».
Geller ve esta intervención directamente ligada a la peculiaridad narrativa del episodio: «Aunque no está relacionado con el FBI ni es paranormal, “all things” sugiere, y modela formas en que podemos aprender del conocimiento de las mujeres, incluso cuando es intuitivo, “irracional” y Sin embargo, hacerlo significó un cambio en la forma, en el género». «all things» amplía el vocabulario genérico de The X-Files al incluir una escena del melodrama centrado en la mujer de 1953 Estación Termini de Vittorio De Sica, una referencia que «subraya las convenciones genéricas de los “patéticos impulsos detrás de este regateo” que hacen las mujeres en el romance», pero lo hace solo para resaltar que, «en este episodio, los deseos de Scully son catalizados, en última instancia, no por los hombres en su vida, sino por las mujeres que no conoce, al igual que las mujeres fanáticas de The X-Files que han dado forma al programa».

## Emisión y recepción
El episodio se emitió originalmente en los Estados Unidos por la cadena Fox el 9 de abril de 2000. En los Estados Unidos, «all things» fue visto por 12,18 millones de espectadores. Obtuvo una calificación Nielsen de 7,5, con una participación de 11, lo que significa que aproximadamente el 7,5 por ciento de todos los hogares equipados con televisión y el 11 por ciento de los hogares que ven televisión sintonizaron el episodio. El 13 de mayo de 2003, el episodio fue lanzado en DVD como parte de la séptima temporada completa.
Emily VanDerWerff de The A.V. Club otorgó al episodio una «C» y lo calificó como «un curioso fracaso». Sintió que la escritura era «pretenciosa» y estaba compuesta de «algunas tonterías extrañas». VanDerWerff escribió que, aunque el episodio no tuvo éxito, había algo tan «puro y sin adornos en su centro que no puedo odiarlo». Además, admiraba el programa y a Anderson por «hacer el intento». Kevin Silber de Space.com le dio al episodio una crítica negativa, criticando el guion y la caracterización.  No le gustó Azar y desaprobó el «ensueño» filosófico de Scully, calificándolo de «fácil y difícil de reconciliar con el racionalismo decidido que ha mostrado a lo largo de los años frente a eventos no menos extraños que los que ocurren aquí».
En su libro Wanting to Believe: A Critical Guide to The X-Files, Millennium & The Lone Gunmen, Robert Shearman y Lars Pearson calificaron el episodio con una estrella de cinco, calificando la premisa y los personajes como aburridos. Los dos criticaron a Anderson por mirar las «minucias de la vida con demasiada intensidad», lo que hizo que muchos de los actores y actrices parecieran crípticos. Además, Shearman y Pearson criticaron el estilo de dirección de Anderson, calificándolo de «pretencioso», y señalaron que la importancia de la trama quedó ahogada por florituras artísticas innecesarias y dinamismo innecesario. Paula Vitaris de CFQ le dio al episodio una crítica negativa, otorgándole una estrella de cuatro. Llamó a la dirección de Anderson «mano dura» y lamentó la historia porque «hace estragos en las motivaciones y el carácter de Scully tal como se estableció en los últimos siete años».
No todas las críticas fueron negativas. Tom Kessenich, en su libro Examinations, le dio al episodio una crítica muy positiva y lo calificó de «maravilloso». Elogió la tenacidad de Anderson al presentar un momento más oscuro del pasado de Scully y comparó favorablemente el episodio con «The Sixth Extinction II: Amor Fati» en términos del desarrollo de personajes. Kinney Littlefield del Orange County Register escribió que el «episodio melancólico y meditativo» «no estuvo mal para el primer esfuerzo de dirección de Anderson». Sin embargo, comentó que no era tan «astuto como el episodio sobre un jugador de béisbol extraterrestre que dirigió Duchovny». La escritora Melissa Runstrom de The Michigan Daily, en una reseña de la séptima temporada, calificó el episodio de «interesante».
Si bien el episodio recibió críticas tibias de los críticos, los fanáticos del programa reaccionaron en general de manera positiva a «all things», y los productores del programa recibieron llamadas y cartas de los espectadores que decían que «amaban la vulnerabilidad y la determinación silenciosa que Scully reveló en el episodio inusual».